# Splish Splash
Splish Splash — (с англ. — «всплеск») — известная песня, написанная американским певцом Бобби Дарином благодаря радиодиджею Мюррею Кею, который побился об заклад, что Дарин не сможет написать песню, начинающуюся со слов «Splish Splash, I was takin' a bath» («Шлеп-шлеп, я принимал ванну»), как предложила мать Мюррея Джина Кауфман. Летом 1958 года стала гимном американских подростков, а уже в августе поднялась на 3-ю строчку музыкальных чартов Billboard Hot 100.
Строки из песни включены в текст таких известных песен, как «Lollipop», «Peggy Sue» и «Good Golly Miss Molly».
Песня была также исполнена Барброй Стрейзанд в 1979 году и включена в альбом певицы — Wet. В версию включены новые строки песни, написанные самой Стрейзанд. Версия включает вокальное исполнение одного из членов рок-группы Toto — Бобби Кимболла и участника группы Chicago (клавишные инструменты) — Билла Чемпина.
Песня появляется в кинофильме 1998 года — «Вам письмо», а также в эпизоде ситуационной комедии — «Счастливые Дни». Видеоклип на песню также появляется на музыкальном телеканале «DTV» производства телекомпании «The Walt Disney Company».